# Forces aériennes françaises (revue)
Pour les articles homonymes, voir Forces aériennes françaises.
Forces aériennes françaises est une revue consacrée à l’armée de l’air française parue entre 1946 et 1971.

## Généralités
Forces aériennes françaises est une revue française mensuelle éditée par le Comité d’Études Aéronautiques Militaires entre octobre 1946 et décembre 1971. Publiée au lendemain de la guerre, la revue mensuelle de l'Armée de l'Air, telle qu’elle se définit, témoigne, comme nombre de ses confrères, de la vivacité et de la soif de connaissance des Français, notamment en matière d’aéronautique, après plus de quatre ans d’occupation allemande. Des articles rédigés, en majorité, par des militaires d’actives ou en disponibilité, des ingénieurs de l'armement ainsi que par des civils présentent les concepts et les doctrines d’emploi de l’arme aérienne à cette époque. L’industrie aéronautique occupe également une place importante dans la ligne éditoriale, sans oublier des articles consacrés à l’aviation civile, à la technique aéronautique ainsi qu’au glorieux passé de l’arme aérienne en France.
Son fondateur est le général d'armée aérienne Lionel-Max Chassin, son président étant le Chef d'état-major de l'Armée de l'air. L’impression de la revue de 150 pages pour un format de 15 x 24 cm est réalisée par l’imprimerie Charles-Lavauzelle & Cie.
L’intérêt pour cette revue demeure tel que certains de ses articles marquants sont disponibles sur le site du Centre d’études stratégiques aérospatiales du ministère de la Défense tels que l’occupation des grands espaces du général P. Gérardot dans le no 1 d’octobre 1946 ou Avions stratégiques et tactiques de Camille Rougeron dans le no 226 de juin 1966.

## Rédacteurs
Au fil des ans, un nombre impressionnant de contributeurs ont signé des articles de la revue Forces aériennes françaises, tels le général d'armée aérienne Lionel-Max Chassin, le contre-amiral P. Barjot (auteur de l’Histoire de la guerre aéronavale), Pierre Marie Gallois, Roger Labric, le commandant Louis Germain, le commandant G. Rohé, Jacques Spincourt (auteur de la rubrique technique aéronautique), le colonel Poncet (chronique spatiale), le général J.-L. Piollet, le lieutenant-colonel Brémard, Edmond Petit (littérature aéronautique), le lieutenant-colonel Lissarrague, Camille Rougeron, général Pierre Paquier, Raymond Saladin, Charles Dollfus, Maurice Colas, le général de corps aérien  Jean Accart, Paul Maincent, le colonel Pierre Mariage (auteur de L'adieu aux ailes), le général de corps aérien J. Calmel, Jacques Lachnitt (chronique technique aéronautique), Albert Ducrocq, le général René Chambe, Michel Lhospice (auteur de L'extraordinaire aventure de Blériot), le colonel Th.-J. Delaye, le colonel Glavany, le général Louis Delfino ou encore le lieutenant-colonel Capillon.

## Source
- Notice BNF